# Collégiale Sainte-Marie de Gandia
Le collégiale Sainte-Marie est un édifice religieux à Gandia, en Espagne. Il constitue un exemple de l’architecture gothique valencienne des XIVe et XVe siècles.

## Description
L’architecture est éminemment horizontale, de hauteur réduite, massive, offrant peu d'ouvertures sur l’extérieur, sobre et austère. L’unique nef, couverte par une voûte en ogives, comprend cinq travées des chapelles latérales entre les gros contreforts et un presbytère rectangulaire.
De plan rectangulaire, l’église présente à l’extérieur un volume compact. Elle a deux portes, l’une qui donne sur la Plaça de la Constitució, et l’autre dite porte des Apôtres.
En 1499, le pape Alexandre VI lui concéda le titre d'église Collégiale (Colegiata). En 1931, elle fut déclarée Monument Historique Artistique National. Incendiée pendant la guerre civile espagnole (l’on perdit, entre autres joyaux artistiques, le fameux Retable de Sant Leocadi i Forment), elle fut restaurée pendant les années 1940.

## Protection
La collégiale fait l’objet d’un classement en Espagne au titre de bien d'intérêt culturel depuis le 3 juin 1931.